# Бублик Борис Миколайович
Бори́с Микола́йович Бу́блик (*25 січня 1936 — †25 грудня 1999) — український вчений, член-кореспондент НАН України, доктор фізико-математичних наук, професор, заслужений працівник вищої освіти України. Під його керівництвом сформувалась наукова школа з моделювання і оптимізації, в рамках якої на кафедрі захищена 21 докторська та понад 100 кандидатських дисертацій.

## Життєпис
Народився 25 січня 1936 року в селі Клюках Тетіївського району Київської області. В 1958 році закінчив механіко-математичний факультет Київського державного університету імені Тараса Шевченка. У 1962 році захистив кандидатську дисертацію на тему «Коливання пластин та пологих оболонок, підкріплених ребрами жорсткості» (науковий керівник член-кореспондент АН України Положій Г. М.). У 1971 році захистив докторську дисертацію на тему «Чисельні методи розв'язування задач теорії коливань пластин та оболонок». Трудову діяльність розпочав з 1962 року, працюючи викладачем на кафедрі математики та математичної фізики. У 1963—1964 роках викладав у Монгольському державному університеті.
Після заснування в 1969 році факультету кібернетики очолив нову кафедру моделювання складних систем. З 1977 по 1984 рік був деканом факультету кібернетики.
26 грудня 1979 року став член-кореспондентом НАН України. На радіофізичному факультеті читав нормативний курс «Методи математичної фізики».

Могила Бориса Бублика

Помер 25 грудня 1999 року. Похований в Києві на Байковому кладовищі.

## Наукова діяльність
Область наукових інтересів — чисельно-аналітичні методи дослідження спектральних задач для рівнянь математичної фізики, теорії пружності, теорії пластин і оболонок.
Основні одержані наукові результати:
- започаткував та обґрунтував чисельно-аналітичний метод розв'язання спектральних задач математичної фізики, механіки, теорії пружності;
- розробив методи розв'язання актуальних задач прикладної математики, зокрема, задач про коливання та стійкість пружних пластин і оболонок, підкріплених ребрами жорсткості, полігонального периметру, оболонок з рідиною, багатошарових пластин та оболонок.

Загалом опублікував більше 112 наукових праць, серед яких монографії:
- «Численное решение динамических задач теории пластин и оболочек.» -К., 1976;
- «Методы и алгоритмы решения задач оптимизации.» — К, 1983.
- «Структурно-параметрическая оптимизация и устойчивость динамики пучков.» — К.,1985.